# Norbert Zongo
Norbert Zongo (Koudougou, 31 de juliol de 1949 - Sapouy, 13 de desembre de 1998) va ser un periodista d'investigació de Burkina Faso. Va fundar el setmanari L'Indépendant el 1993. Va ser assassinat mentre es desplaçava en un 4X4 amb les tres persones que l'acompanyaven quan el seu diari va començar a investigar la mort de David Ouedraogo, xofer de François Compaoré, germà del president Blaise Compaoré.
Durant el seu funeral, unes 20.000 persones van caminar 10 quilòmetres des del tanatori fins al cementiri per retre-li homenatge i mostrar solidaritat amb la seva causa. La vídua de Norbert Zongo, Genevieve, va continuar mantenint viu L'Indépendant després de la seva mort

## Biografia
El 1991, Zongo, després de treballar per al diari nacional Sidwaya, va fundar La Clef amb Saturnin Ki. Va ser el primer diari de Burkina Faso a criticar obertament el govern, amb Zongo escrivint sota el pseudònim de Henri Sebgo. El diari va tancar el 1993. Aquell juny, Zongo va fundar el setmanari L'Indépendant, que cobria sobretot la corrupció del govern. El 1996 va començar a investigar una sèrie de casos de frau que involucraven diverses empreses mineres i manufactureres amb vincles amb alts càrrecs polítics i la família del president Blaise Compaoré. L'any següent, Zongo va criticar directament la decisió del Parlament d'esmenar la Constitució per a permetre a Compaoré buscar un tercer mandat.
El 13 de desembre de 1998, quatre cossos van ser trobats afusellats i cremats en un Toyota Land Cruiser al costat de la carretera. Els cossos van ser identificades com a Norbert Zongo, Yembi Ernest Zongo, el germà de Zongo, Blaise Ilboudo, un col·lega, i Abdoulye Ablassé Nikiema, que era el conductor. La mort de Zongo va desencadenar una crisi nacional i protestes violentes a Burkina Faso.
El gener de 1999, François Compaoré, germà del president Blaise Compaoré, va ser acusat d'assassinat en relació amb la mort de David Ouedraogo, el seu xofer, que havia mort a causa de la tortura el gener de 1998. Els càrrecs van ser més tard desestimats per un tribunal militar després que François Compaoré apel·lés contra ells.
Sis guardaespatlles presidencials van ser identificats com a sospitosos de l'assassinat. L'agost del 2000, cinc membres de la seguretat presidencial van ser acusats per l'assassinat d'Ouedraogo. Marcel Kafando, Edmond Koama i Ousseini Yaro, que també són sospitosos del cas Norbert Zongo, van ser condemnats a llargues penes de presó. Edmond Koama va morir el 4 de gener de 2001. Marcel Kafando va ser l'únic acusat del crim, però els càrrecs es van retirar més tard el 19 de juliol de 2006 i va morir tres anys després. La sentència va ser qualificada d'«escandalosa» per Reporters sense Fronteres.
El 2013 es va apel·lar el cas Zongo perquè la família tingués justícia sota un sistema judicial que no estigués sota el control del govern. El Tribunal Africà de Drets Humans i dels Pobles va creure que el govern de Burkina Faso va encobrir el cas i va violar el tractat de la Comunitat Econòmica dels Estats de l'Àfrica Occidental que permet la llibertat d'expressió i de premsa, i va determinar que el cas s'havia de reobrir per tal que la família de la víctima fos compensada per la seva pèrdua.
Zongo també va ser escriptor. La seva primera novel·la Le Parachutage va ser una crítica política poc dissimulada del president de Togo, Gnassingbé Eyadema, ambientada en l'era postcolonial. Al prefaci de la novel·la, Zongo afirma haver estat arrestat i colpejat per escriure-la. Va seguir aquesta novel·la amb l'ambientació colonial de Rougbêinga dos anys més tard, que també és una sàtira política del lideratge.

## Obres
- Le Parachutage, 1988
- Rougbêinga, 1990